# Alexander Fernández
Alexander Fernández Peña – dominikański zapaśnik walczący w stylu wolnym. Brązowy medalista mistrzostw panamerykańskich w 2021. Mistrz panamerykański juniorów w 2017 roku.